# Convent del Carme (Vic)
El Convent del Carme o la Mare de Déu del Carme és un antic convent barroc a la ciutat de Vic (Osona) protegit com a Bé Cultural d'Interès Local.

## Arquitectura
Església amb la façana de tipus basilical, amb tres pinacles al cos central. Al centre s'hi descriu el portal d'arc de mig punt, flanquejat per columnes que donen suport a un arquitrau lobulat amb una fornícula i una imatge al centre. Al damunt hi ha òculs circulars i lateralment s'hi obren finestres i balustrades. Interiorment presenta una sola nau amb capelles laterals i tribunes al primer pis. L'absis és coronat per una cúpula i hi ha un cambril dedicat a la Verge del Carme, flanquejat per columnes i uns àbacs que sustenten la corona. La nau es coberta amb volta de canó decorada marcant els trams de les capelles. Als peus de l'església hi ha el cor. Els murs són arrebossats i pintats amb policromia. L'estat de conservació és bo.

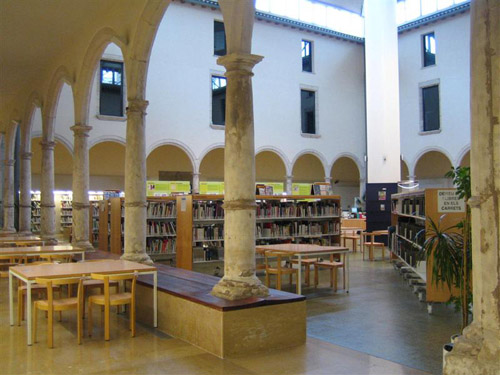
Interior del claustre, actualment Biblioteca Joan Triadú

A tocar de l'església hi ha les antigues dependències del convent, al voltant del claustre. El claustre és de planta quadrada a cadascun dels seus costats on s'hi obren set arcs de mig punt que reposen sobre columnes amb el fust bombat i amb una anella al centre; els capitells també són simples. Per sobre les arcades, hi ha dos pisos amb obertures rectangulars.
A la part de migdia de la primera planta hi ha una portalada amb llinda decorada, en aquest sector també hi ha una capella abandonada, sense imatge i amb el sostre cobert per volta quadripartita. Fins a l'any 1988 va ser escola, però, actualment, té usos culturals.

## Història
Església que es troba a l'extrem del c/ de Gurb a tocar l'antiga muralla de la ciutat. El segle xiv els frares carmelites instal·laren un convent a tocar el terme de Gurb, se'ls volgué traslladar i el 1418 es feu una permuta d'unes cases situades a l'Arquebisbe Alemany el c/ de Gurb, on de moment s'instal·là la comunitat en una estança transformada en capella. S'hi construí una església, amb la nau coberta amb volta de fusta i amb la capçalera poligonal amb volta d'ogiva, dedicada a la Verge del Carme. L'església barroca, però, s'inicià més tard, i tot i que sofrí diverses etapes, el 1588 la confraria de barreters començà a construir-la sota l'advocació de la Verge del Roder i de St. Jaume. Però fou al segle xviii, després de la Guerra de Successió Espanyola, quan prosperaren les obres a l'església del convent dels carmelites calçats del Carme, s'amplià la nau amb capelles laterals i es cobreix amb volta de rajola -de la mateixa manera que l'església de la Pietat-. És possible que fos projectada per fra Josep de la Concepció.

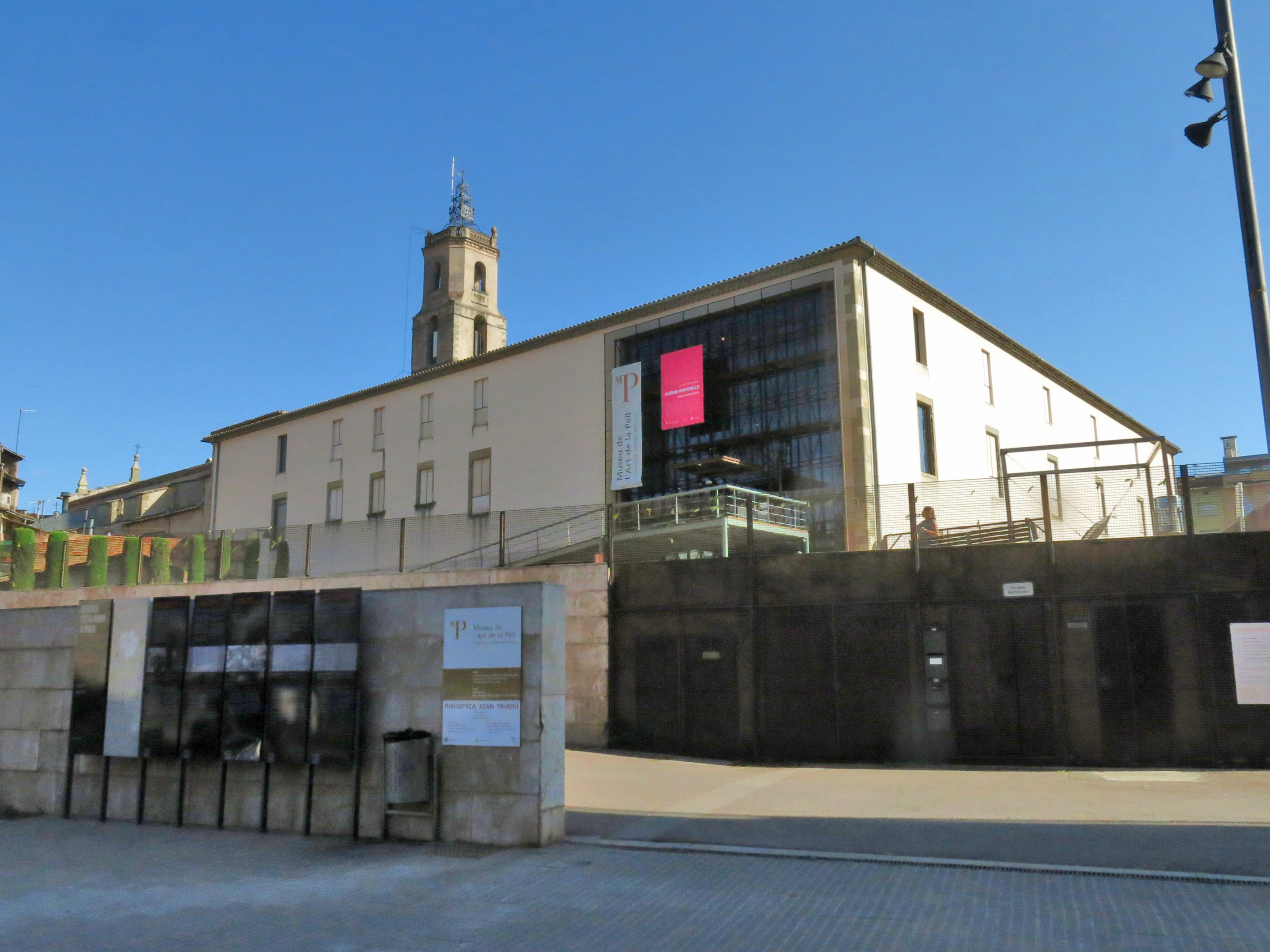
El claustre del convent, convertit en el Museu de l'Art de la Pell

A les rehabilitades dependències del convent s'hi instal·là el Museu de l'Art de la Pell, fundat al 1996, dedicat a les arts decoratives de la pell. S'hi accedeix pel Carrer Arquebisbe Alemany, 5 de Vic. És el primer museu espanyol en el seu gènere i un dels principals d'Europa.
A l'església, en el vas de la família Ponsic, hi ha enterrat l'humanista i erudit vigatà Llucià Gallissà i Costa (1731 - 1810).
El CRAI Biblioteca de Fons Antic de la Universitat de Barcelona conserva, arran de la desamortització dels convents del 1835, una obra provinent del fons del convent del Carme. Així mateix, ha registrat i descrit un exemple de les marques de propietat que van identificar el convent al llarg de la seva existència.